# Lokkikivet (ö i Kymmenedalen)
Lokkikivet är en ö i Finland. Den ligger i sjön Kotijärvi och i kommunen Miehikkälä i den ekonomiska regionen  Kotka-Fredrikshamn  och landskapet Kymmenedalen, i den södra delen av landet, 160 km öster om huvudstaden Helsingfors. Öns största längd är 60 meter i sydväst-nordöstlig riktning.

## Klimat
Trakten ingår i den hemiboreala klimatzonen. Årsmedeltemperaturen i trakten är 1 °C. Den varmaste månaden är juli, då medeltemperaturen är 18 °C, och den kallaste är februari, med −14 °C.